# سرم نرمال سالین
سرم نرمال سالین (به انگلیسی: Normal saline) نام گروه دارویی محلولهای کریستالوئیدی حاوی الکترولیت‌ها است که به شکل سرم ۵۰۰ یا ۱۰۰۰ سی سی وجود دارد.

## موارد مصرف
در اختلالات دستگاه گوارش که با از دست دادن کلرور سدیم همراه است، در جایگزینی مایعات خارج سلولی و در دهیدراتاسیون ایزوتونیک، در آلکالوز متابولیک به همراه کلرید سدیم، استفاده به عنوان حلال مواد دارویی مثل پنی سیلین یا متفورمین، استفاده در آزمایشگاه‌ها، به عنوان محلولی جهت شستشوی زخمها، شستشوی رحم، به تنهایی یا با بتادین.

## مکانیسم اثر
این سرم الکترولیتی است و شامل سدیم و کلر می‌باشد. نه گرم در لیتر یا mOsm/L 308 

## موارد منع مصرف
در بیمارانی که دچار اِدِم هستند، در هیپرناترمی، نارسایی کبدی و قلبی و کلیوی، خیز. مصرف در بارداری و شیردهی مجاز نیست.